# Todesfelde
Todesfelde település Németországban, Schleswig-Holstein tartományban. Lakosainak száma 1144 fő (2023. december 31.).

## Népesség
A település népességének változása:
| Lakosok száma | 767  | 1072 | 1082 | 1093 | 1128 | 1144 |
|               | 1975 | 2017 | 2019 | 2021 | 2022 | 2023 |